# 瓦尔特·施滕纳斯

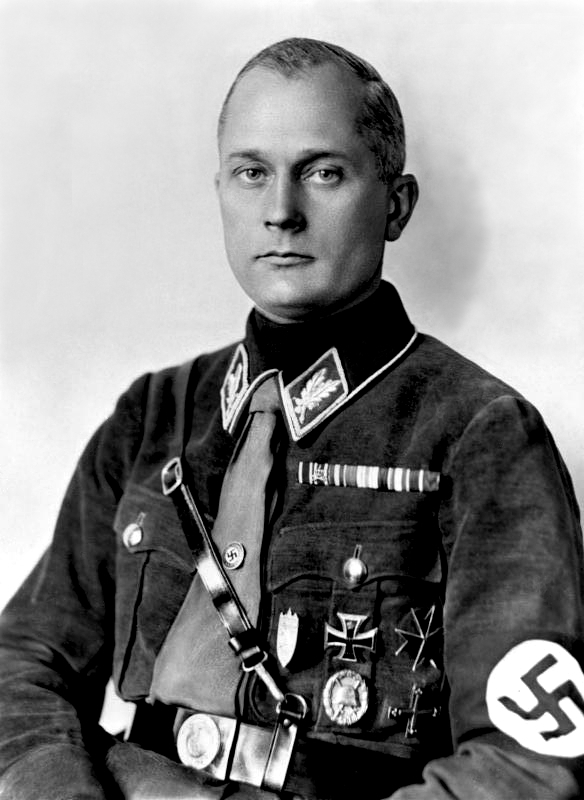
瓦爾特·施滕納斯

瓦爾特·弗朗茨·馬里亞·施滕納斯（德語：Walter Franz Maria Stennes，1895年4月12日—1983年5月19日）是柏林及周邊地區納粹黨衝鋒隊的領導人。1930年8月，他領導了反對黨魁阿道夫·希特勒和希特勒任命的柏林地區納粹黨的負責人約瑟夫·戈培爾的施滕納斯叛亂。反叛的焦點是希特勒在使用衝鋒隊方面的政策和做法，以及這一準軍事組織的根本目的。希特勒和平地平息了叛亂，但在 1931年3月至4月的第二次反叛後，衝鋒隊被清洗，施滕納斯被開除黨籍。
1933年納粹奪得政權後，施滕納斯與妻子和女兒一起流亡。戈林讓他承諾立即離開的德國，並保證不在瑞士定居。1933年11月19日，施滕納斯與家人一起移居中國，乘坐輪船蘭契號（Ranchi）抵達上海。 斯坦尼斯被任命為蔣介石的軍事顧問，並一擔任此職直到1949年。他按照普魯士軍隊的模式重組國民黨軍隊和警察部隊，對國民革命軍的發展和抗日戰爭做出了一定貢獻。